# Kickboxer: A Retaliação
Kickboxer: Retaliation (bra/prt: Kickboxer: A Retaliação) é um filme de 2018 dirigido por Dimitri Logothetis.
O filme é a sequência de Kickboxer: Vengeance de 2016.

## Sinopse
Depois de derrotar o malvado Tong Po, Kurt Sloane retorna aos Estados Unidos para continuar sua vida com sua esposa. No entanto, dois policiais falsos o sequestram e o levam para a Tailândia, onde ele é confinado em uma prisão e forçado a lutar contra Mongkut, um lutador gigantesco que baseia sua habilidade em sua incrível força e tamanho. Após a recusa inicial de Sloane, o milionário Thomas Moore sequestra sua esposa para forçá-lo a lutar contra Mongkut. Na prisão, Kurt encontra aliados inesperados que o ajudarão a se preparar para sua luta mortal contra o gigante.

## Elenco
| Ator                    | Personagem       |
| ----------------------- | ---------------- |
| Alain Moussi            | Kurt Sloane      |
| Jean-Claude Van Damme   | Durand           |
| Hafþór Júlíus Björnsson | Mongkut          |
| Mike Tyson              | Briggs           |
| Sara Malakul Lane       | Liu Sloane       |
| Christopher Lambert     | Thomas Moore     |
| Steven Swadling         | Joseph King      |
| Sam Medina              | Crawford         |
| Miles Strommen          | Rupert           |
| Randy Charach           | Drake            |
| James P. Bennett        | Hombre Nunchaku  |
| Brian Shaw              | Grande condenado |
| Roy Nelson              | Big Country      |
| Ronaldinho              | Ronaldo          |
| Fabricio Werdum         | Fabricio         |
| Jessica Jann            | Gamon            |
| Maxime Savaria          | Somsak           |
| Nicholas Van Varenberg  | Travis           |
| Wanderlei Silva         | Chud             |
| Rico Verhoeven          | Moss             |
| Renato Sobral           | Ele mesmo        |
| Renzo Gracie            | Ele mesmo        |
| Frankie Edgar           | Ele mesmo        |
| Maurício Rua            | Ele mesmo        |
| Jazz Securo             | Locutor de luta  |

## Produção
A produção do filme começou em meados de maio de 2016 entre Califórnia e Nevada, enquanto a filmagem principal começou em julho em Bancoque.

## Promoção
O primeiro trailer do filme foi lançado em 4 de janeiro de 2018.

## Distribuição
O filme foi lançado nos cinemas dos Estados Unidos a partir de 26 de janeiro de 2018.

## Sequência
Em 31 de agosto de 2016, o produtor Robert Hickman anunciou a terceira parte da série, Kickboxer: Syndicate, que começou a ser filmada em agosto de 2017.